# Scythrodes squalidus
Scythrodes squalidus är en skalbaggsart som beskrevs av Thomas Broun 1886. Scythrodes squalidus ingår i släktet Scythrodes och familjen Melolonthidae. Inga underarter finns listade i Catalogue of Life.